# Victor Sintès
Victor Hamid Sintès (n. 8 august 1980, Caen, Franța) este un scrimer specializat pe floretă, care a reprezentat mai întâi Franța, apoi Algeria. Sub culorile Franței a fost campion mondial pe echipe în 2005 și laureat cu bronz la Campionatul Mondial din 2011.

## Carieră
S-a apucat de scrimă la vârsta de șase ani la clubul din Rueil-Malmaison, în regiunea pariziană, sub îndrumarea maestrului Philippe Mertine. Mama sa era presedintele clubului. În 2000 a obținut o medalie de bronz la individual și medalia de aur pe echipe la Campionatul Mondial de juniori.
S-a alăturat echipei naționale a Franței în 2002 pentru Campionatul European de la Moscova, unde a obținut medalia de argint pe echipe. În 2005 a devenit campion mondial pe echipe. Apoi a trecut printr-o perioadă slabă, marcată de mai multe probleme fizice: de trei ori a fost operat la picior.
S-a întors la cel mai înalt nivel în 2011, cucerind medalia de argint pe echipe la Campionatul European de la Sheffield. La Campionatul Mondial din același an a ajuns în semifinală, unde a fost învins de italianul Andrea Cassarà, și a luat bronzul. La proba pe echipe Franța a pierdut la limită (44–45) cu China și s-a mulțumit cu argintul.
Calificat cu echipa la Jocurile Olimpice din 2012 de la Londra, a pierdut în optimile de finală cu chinezul Lei Sheng, care a câștigat medalia de aur în cele din urmă. La proba pe echipe, Franța a întâlnit Statele Unite în turul întâi. Franța ducea scorul 30–24 când Sintès a intrat pe planșă în releul șase. A fost zdrobit de americanul Miles Chamley-Watson, scorul fiind 11–1. Franța nu a putut reveni și a fost învinsă. Imediat după înfrângere a fost criticat dur de colegul său Erwann Le Péchoux. La rândul său, Sintès a acuzat conducerea tehnică a Federației Franceze de Scrimă și în special pe antrenorul național, Stéphane Marcelin. Imediat Sintès a fost exclus de echipa și exilat de INSEP, centrul de pregătire național francez.
După ce a fost exclus de echipa Franței, a ales să concureze pentru Algeria: bunicul său maternal, Abdelhamid Bensegueni, a fost un fotbalist algerian și ambii părinți s-au născut în această țară. În octombrie 2014 și-a obținut pașaportul algerian. Totuși, Federația franceză a refuzat să-l elibereze anticipat și el a avut să aștepte până în martie 2016 pentru a concura sub culorile Algeriei. În aprilie s-a calificat la Jocurile Olimpice din 2016 după ce a câștigat turneul preolimpic al zonei Africa. La Rio a pierdut  în primul tur cu britanicul Richard Kruse, scorul fiind 4–15.

## Legături externe
- en Victor Sintès la Olympedia.org